# Leiognathidae
Famille
Les Leiognathidae  sont une famille de poissons de l'ordre des Perciformes représentée par trois genres et 41 espèces. La plupart sont communément appelés « Sap-sap ». 

## Liste des genres
Selon FishBase et World Register of Marine Species (28 janvier 2024) :
- Aurigequula Fowler, 1918
- Deveximentum Fowler, 1904
- Equulites Fowler, 1904
- Eubleekeria Fowler, 1904
- Gazza Rüppell, 1835
- Karalla Chakrabarty & Sparks, 2008
- Leiognathus Lacepède, 1802
- Photolateralis Sparks & Chakrabarty, 2015
- Nuchequula Whitley, 1932
- Photolateralis Sparks & Chakrabarty, 2015
- Photopectoralis Sparks, Dunlap & Smith, 2005
- Secutor Gistel, 1848

Selon ITIS (30 janvier 2017) :
- Gazza Rüppell, 1835 - (5 espèces)
- Leiognathus Lacepède, 1802 - (30 espèces)
- Secutor Gistel, 1848 - (6 espèces)

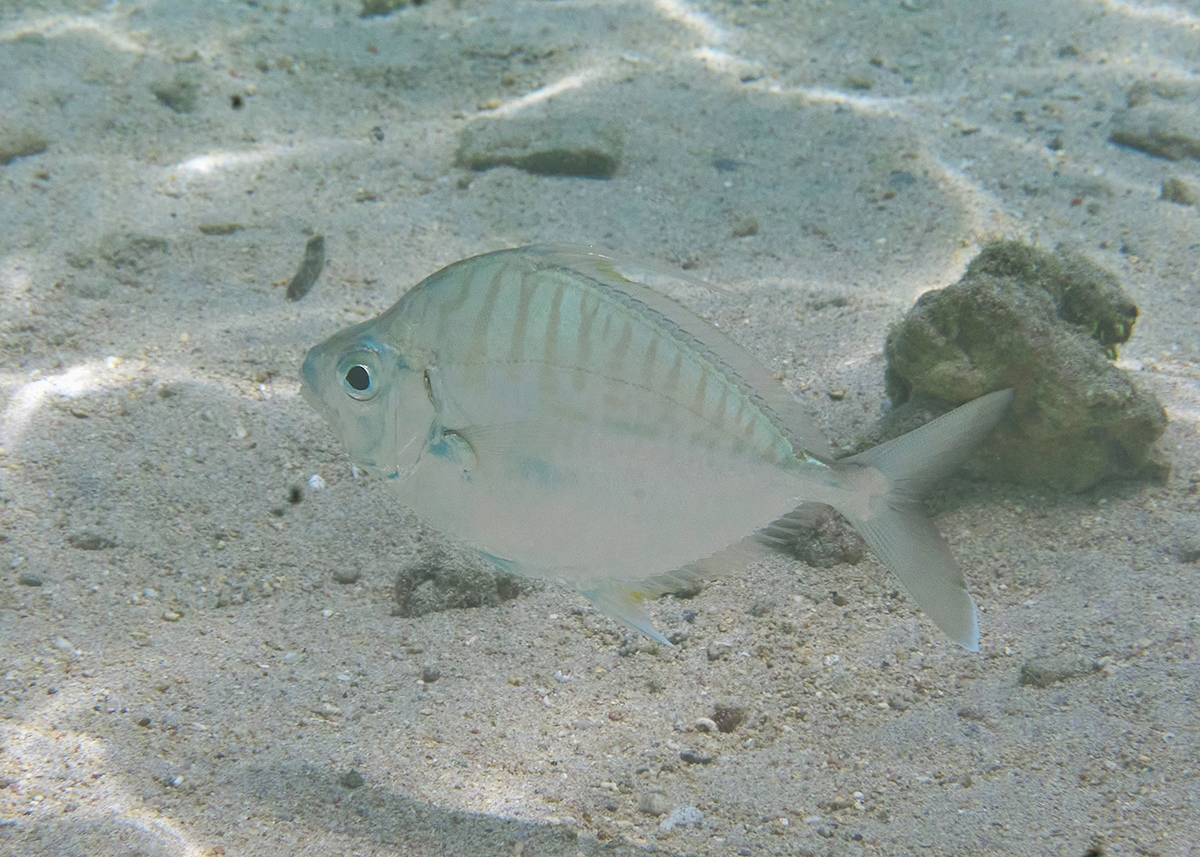
Aurigequula fasciata
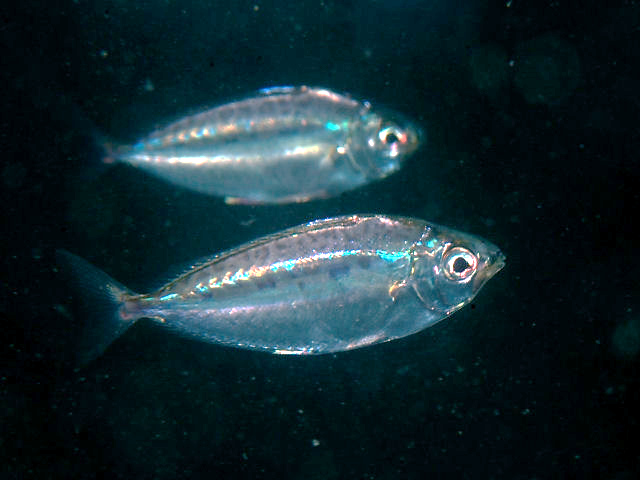
Equulites rivulatus
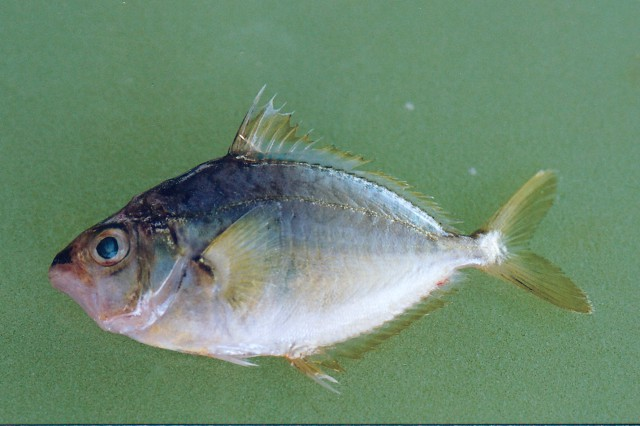
Eubleekeria splendens
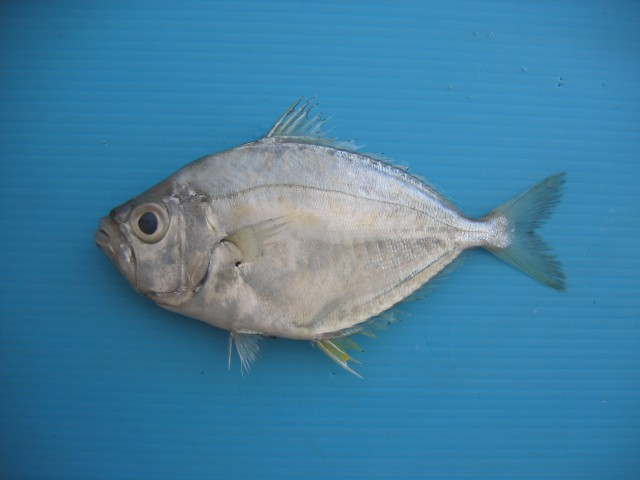
Gazza minuta
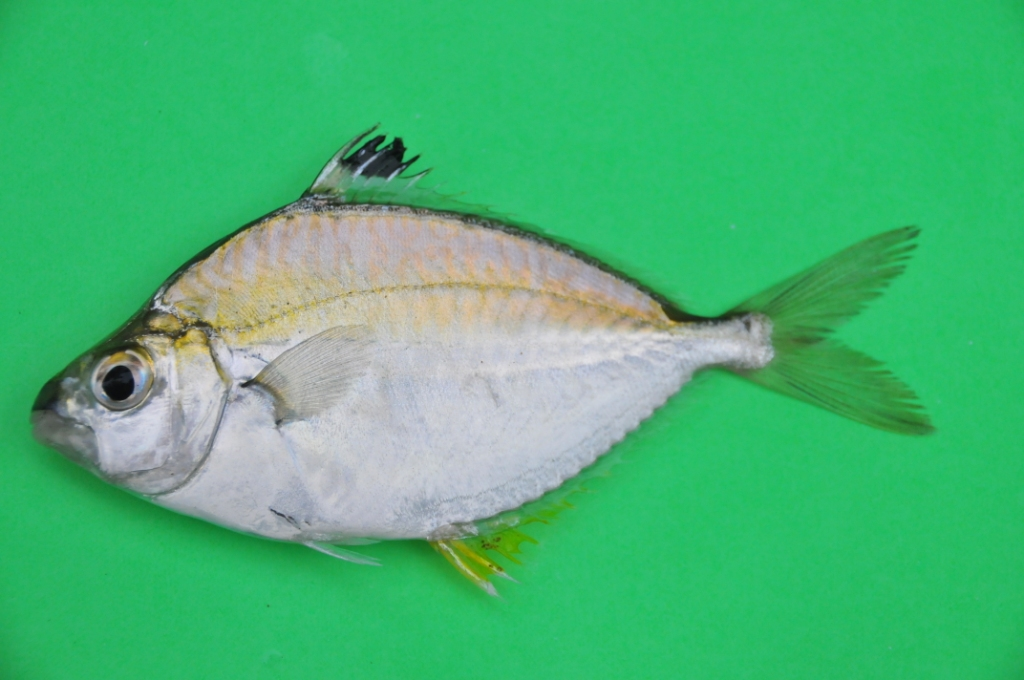
Karalla daura
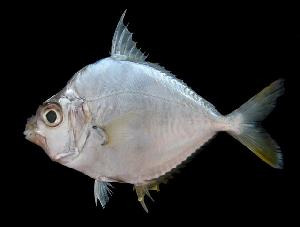
Leiognathus equulus
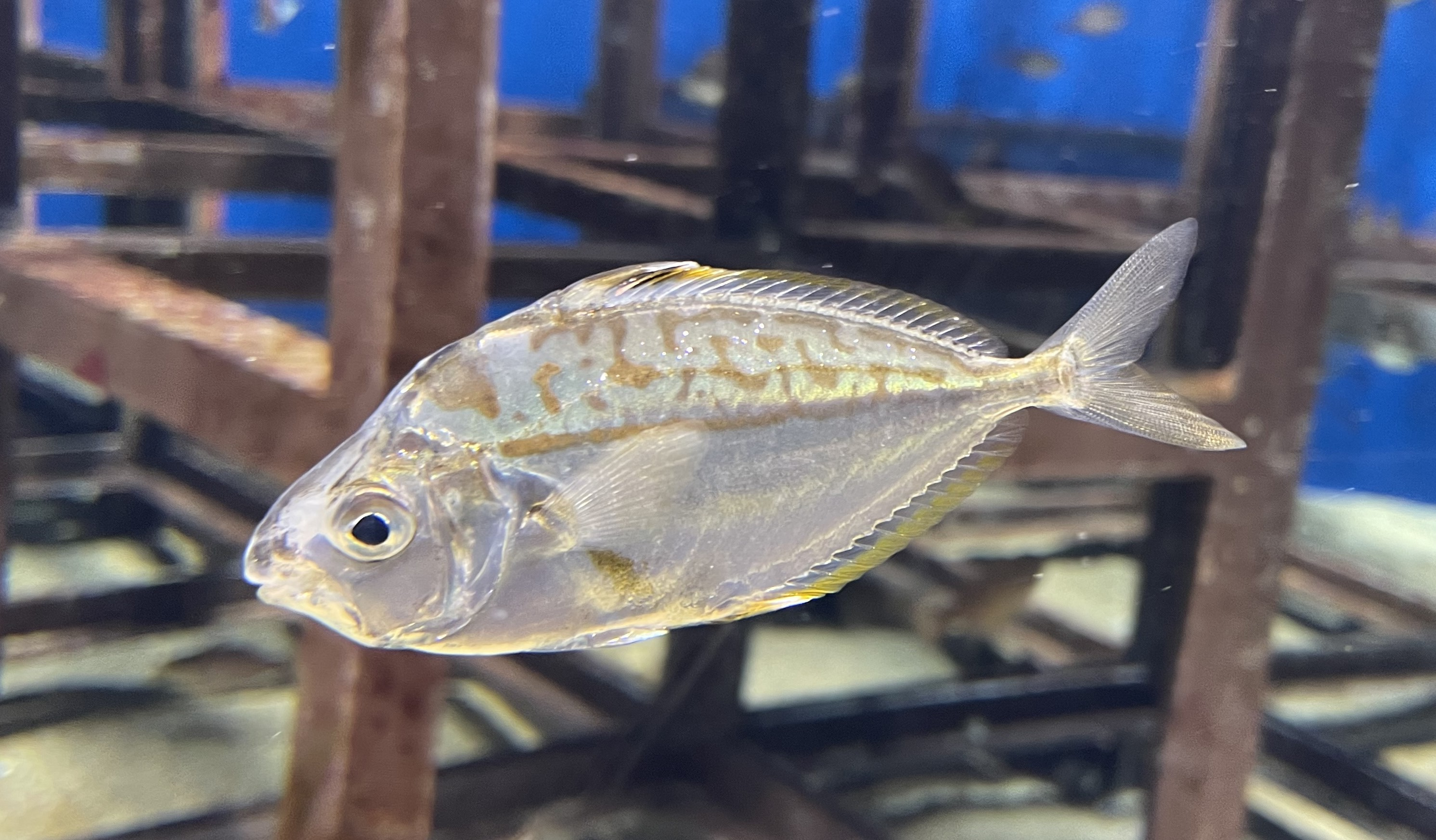
Nuchequula nuchalis
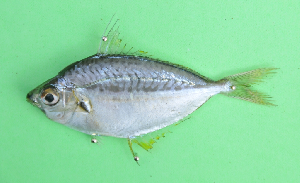
Phololeteralis stercorarious
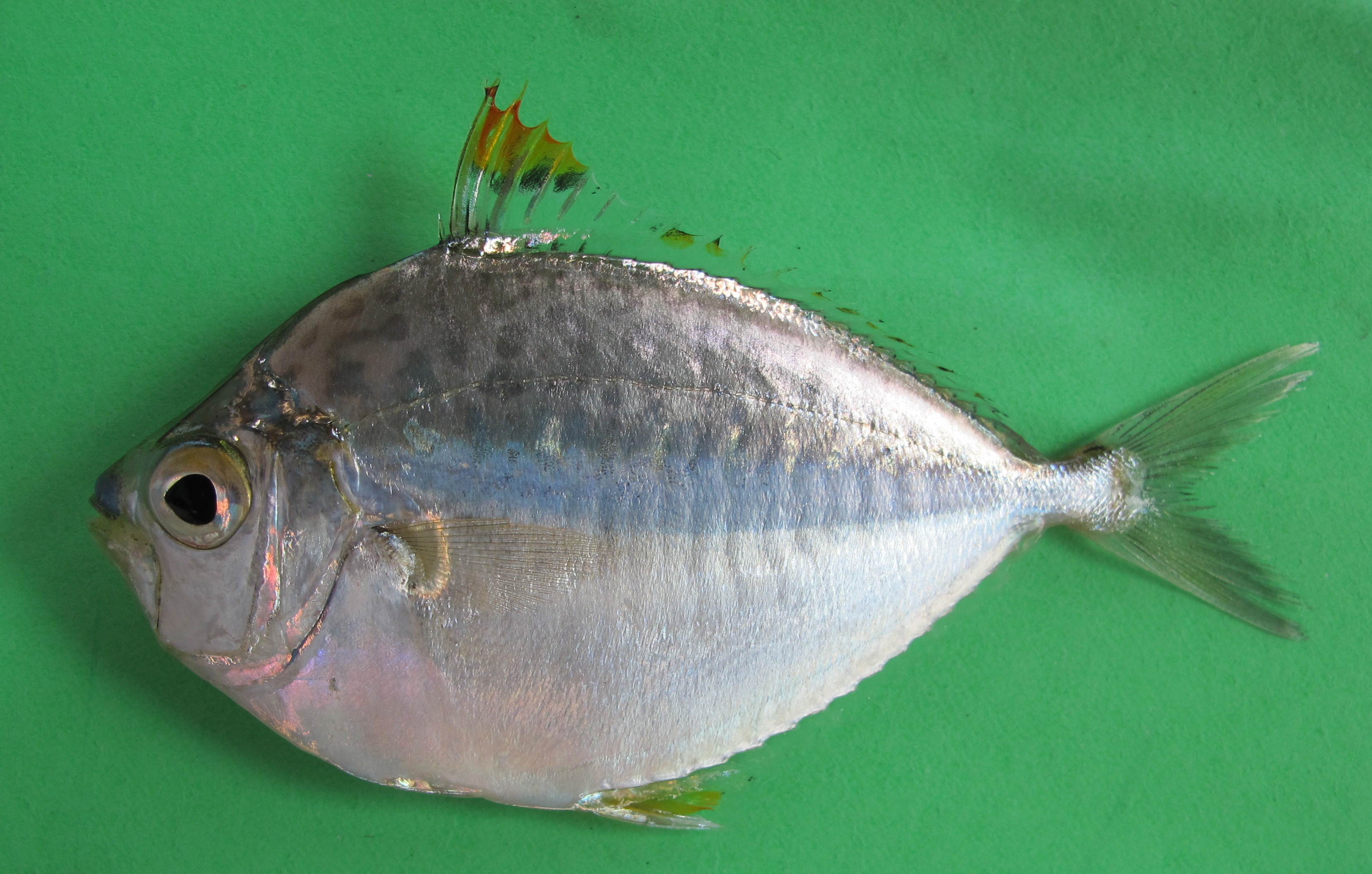
Photopectoralis bindus
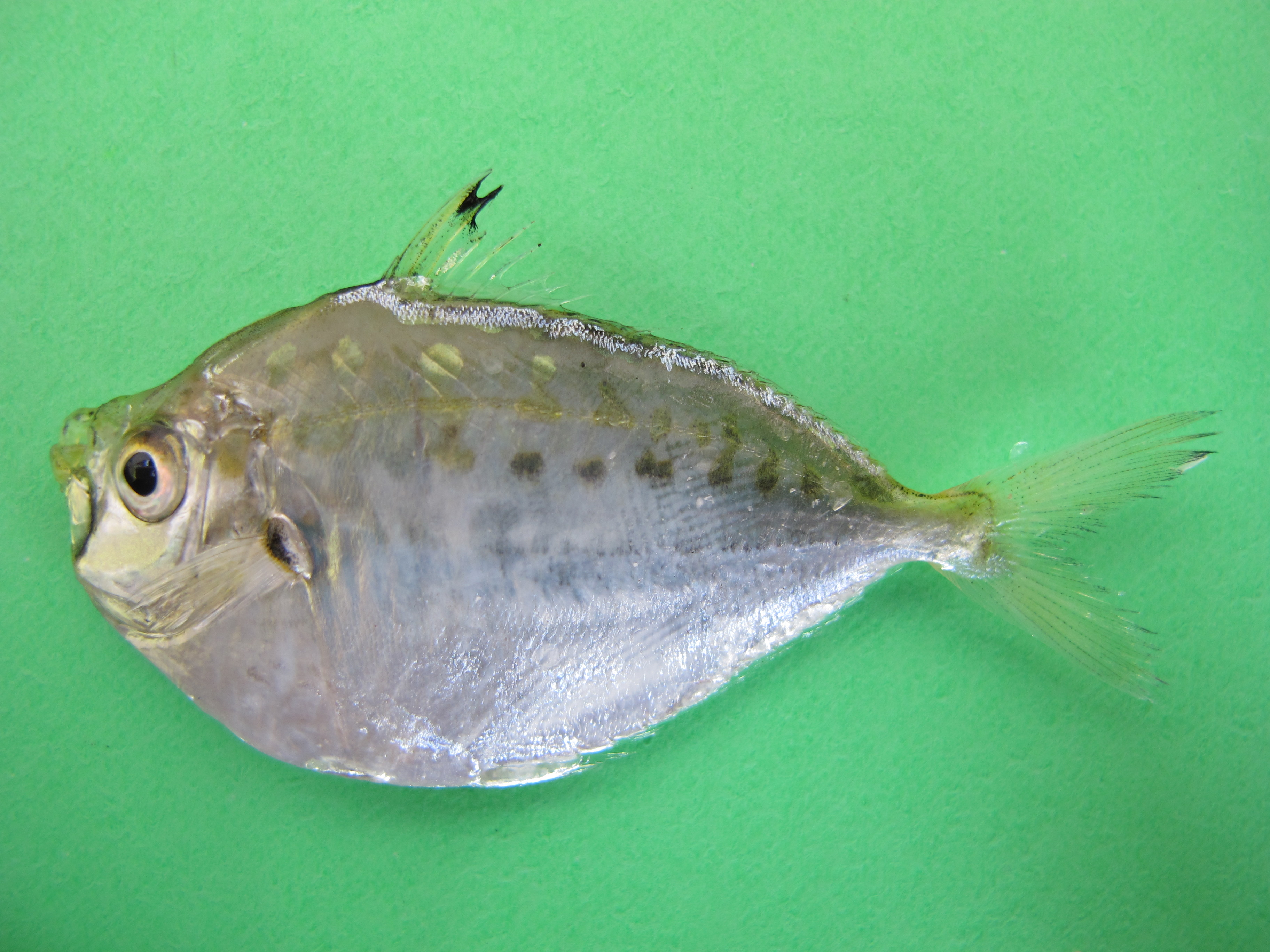
Secutor ruconius

## Systématique
Le nom valide complet (avec auteur) de ce taxon est Leiognathidae Gill, 1893.